# Borgetto
Borgetto (sicilià Lu Burgettu) és un municipi italià, dins de la ciutat metropolitana de Palerm. L'any 2007 tenia 6.240 habitants. Limita amb els municipis de Giardinello, Monreale, i Partinico.

## Administració
| Període | Identitat     | Partit |
| ------- | ------------- | ------ |
| 2007-   | Giuseppe Davì | Centre |